# Alberto Valentini
Alberto Aldo Valentini González (25. listopadu 1937, Valparaíso – 24. října 2009, Santiago de Chile) byl chilský fotbalista, obránce.

## Klubová kariéra
Profesionálně hrál v chilských klubech Colo-Colo a Santiago Wanderers. V jihoamerickém Poháru osvoboditelů nastoupil ve 24. utkáních.Chilskou ligu vyhrál v roce 1958 s týmem Santiago Wanderers a v letech 1970 a 1972 s Colo-Colo,

## Reprezentační kariéra
Za reprezentaci Chile nastoupil v letech 1960–1966 v 19 reprezentačních utkáních. Reprezentoval Chile na Mistrovství světa ve fotbale 1966 v Anglii, kde nastoupil ve 2 utkáních.